# Acrochordonichthys rugosus
Acrochordonichthys rugosus är en fiskart som först beskrevs av Bleeker, 1847.  Acrochordonichthys rugosus ingår i släktet Acrochordonichthys och familjen Akysidae. Inga underarter finns listade i Catalogue of Life.